# Развалено заклинание
„Развалено заклинание“ (на персийски: املا شکسته) е ирански драматичен филм от 1958 година.

## Номинации
- Номинация за Златна мечка за най-добър филм от Международния кинофестивал в Берлин през 1959 година.[1]